# Koeficient determinace

Graf dvou regresních přímek s vysokým a nižším koeficientem determinace

Koeficient determinace, běžně označovaný {\displaystyle {\mathit {R}}^{2}} („R kvadrát“), je v matematické statistice míra kvality regresního modelu, která ve své základní podobě vyjadřuje, jaký podíl variability závisle proměnné model vysvětluje. Koeficient determinace může nabývat hodnoty maximálně 1 (nebo vyjádřeno v procentech 100 %), což znamená dokonalou predikci hodnot závisle proměnné. Naopak hodnota 0 (resp. 0 %) znamená, že model nepřináší pro poznání závisle proměnné žádnou informaci, je zcela neužitečný.
Koeficient determinace lineárního regresního modelu se obvykle definuje jako jedna minus podíl rozptylu chyb (tj. rozdílů mezi predikcemi modelu a skutečnými hodnotami nezávisle proměnné) a rozptylu nezávisle proměnné. To vede na definiční rovnici
{\displaystyle {\mathit {R}}^{2}\equiv 1-{SS_{\rm {res}} \over SS_{\rm {tot}}}=1-{\frac {\displaystyle \sum \nolimits \left(y_{i}-{\hat {y}}_{i}\right)^{2}}{\displaystyle \sum \nolimits \left(y_{i}-{\overline {y}}\right)^{2}}}={\frac {\displaystyle \sum \nolimits \left({\hat {y}}_{i}-{\overline {y}}\right)^{2}}{\displaystyle \sum \nolimits \left(y_{i}-{\overline {y}}\right)^{2}}}},
kde {\displaystyle SS_{\rm {res}}} je suma čtverců chyb (residuí), {\displaystyle SS_{\rm {tot}}} suma kvadratických odchylek závisle proměnné {\displaystyle y} od její střední hodnoty {\displaystyle {\overline {y}}} a {\displaystyle {\hat {y}}_{i}} je regresní odhad {\displaystyle i}-tého pozorování. Koeficient determinace má za těchto okolností zároveň význam čtverce Pearsonova korelačního koeficientu mezi pozorovanými a modelem odhadnutými hodnotami závisle proměnné.
Koeficient determinace má tendenci růst s počtem nezávisle proměnných v regresním modelu, i když tyto přidávané proměnné nenesou žádnou novou informaci o závisle proměnné. Aby se tomuto umělému nárůstu {\displaystyle {\mathit {R}}^{2}}předešlo, navrhl Henri Theil adjustovaný koeficient determinace {\displaystyle {\bar {R}}^{2}}, který opravuje odhadovanou inflaci původního koeficientu determinace a počítá se podle vzorce
{\displaystyle {\bar {R}}^{2}={1-(1-R^{2}){n-1 \over n-p-1}}},
kde {\displaystyle n} je počet pozorování v souboru a {\displaystyle p} počet proměnných v modelu. {\displaystyle {\bar {R}}^{2}} může vyjít i menší než nula. Postupů pro adjustaci koeficientu determinace je nicméně velké množství, určených pro různé druhy zobecnění kvality predikce.